# Антоніу Гоміш Леал
Анто́ніу Дуа́рте Го́міш Леа́л (порт. António Duarte Gomes Leal; *6 червня 1848, Лісабон — 29 січня 1921, там же) — португальський поет, визначний представник визвольного руху в Португалії.

## З життя і творчості
Антоніу Дуарте Гоміш Леал народився 6 червня 1848 року в столиці Португалії місті Лісабоні.
Гоміш Леал був ярим прибічником позитивізму, визначний представник визвольного руху в Португалії. За вірш «A traição, carta a el rei D. Luiz» (опублікований у 1881 році) поетові присудили ув'язнення.
Його натхненні твори, за духом почасти близькі творчості Герра Жункейру, відзначаються, на думку низки літературних критиків, великою силою й революційними настроями.